# Полевой, Лазарь Львович
Лазарь Львович Полевой (21 июня 1928, Первомайск, Одесская область (ныне Николаевская область), Украинская ССР, СССР — 28 сентября 2020, Портленд, Орегон, США) — молдавский советский историк-медиевист, археолог и нумизмат. Доктор исторических наук (1989).

## Биография
Родился в Первомайске Одесской области в семье кадрового работника военно-финансовой службы Льва Абрамовича Полевого. В 1931 году семья переехала в Винницу, а в 1935 году в Чкалов; в 1937 году вернулась в Винницу, затем перебралась в Одессу, и наконец в 1940 году поселилась в Кишинёве. В годы войны — в эвакуации в Чкалове, где в 1941 году умерла его мать Анна Семёновна (Хана Шимоновна) Полевая (урождённая Грановская), затем — в Сталинабаде и Ульяновске. В 1944 году вернулся с отцом в Молдавию — сначала в Сороки, затем в Кишинёв, где окончил среднюю школу и с отличием исторический факультет Кишинёвского университета (1951). Направлен преподавать биологию и географию в семилетнюю школу села Новая Обрежа Глодянского района Молдавской ССР.
В 1952 году принят в Молдавский филиал Академии наук СССР референтом и лаборантом археологической экспедиции. Ученик Г. Б. Фёдорова. Работал научным сотрудником отдела археологии, затем средневековой истории Института истории Академии наук Молдавской ССР (в 1980-е годы — ведущий научный сотрудник).
Участвовал в экспедициях по исследованию археологических памятников разных эпох, особенно средневековых городищ края — Старого Орхея, Костешт, Белгорода-Днестровского, Алчедар и других. Впоследствии опубликовал ряд научных статей по материалам раскопок. С 1989 года был ведущим научным сотрудником Отдела истории и культуры евреев при Институте национальных меньшинств АН Молдавии.
Автор работ по археологическому прошлому Молдавии и Румынии, опубликовал ряд исследований по эпиграфике, топонимике, антропонимике и нумизматике этих регионов. Вопросам этногенеза романских народностей посвящена работа «Формирование основных гипотез происхождения восточнороманских народностей Карпато-Дунайских земель» (1972). Автор ряда монографий, в том числе «Археология Румынии» (с Г. Б. Фёдоровым, 1973) и «Очерки исторической географии Молдавии XIII—XV вв.» (1979). В 1990-е годы занимался еврейской историографией.
В 1992 году эмигрировал в США — сначала в Нью-Йорк, а затем переехал в Портленд (штат Орегон). Составил справочник «Русские евреи» о еврействе Восточной Европы в древности, Речи Посполитой (Литва, Галиция), Российской империи и Советского Союза (работа над книгой длилась больше 20 лет).

## Семья
Жена (с 1965 года) — Майя Семёновна Полевая (урождённая Бронфер, 1938—1989), работала воспитателем в кишинёвском детском саду № 8. Двое сыновей — Владислав и Александр.

## Монографии
- Городское гончарство Пруто-Днестровья в XIV в.: по материалам раскопок гончарного квартала на поселении Костешты. Кишинёв: Редакционно-издательский отдел АН МССР, 1969.
- Молдавия от камня до бронзы (с Н. А. Кетрару). Кишинёв: Штиинца, 1971.
- Археология Румынии (с Г. Б. Фёдоровым). Москва: Наука, 1973.
- Средневековые памятники XIV—XVII вв. (с П. П. Бырней). Археологическая карта Молдавской ССР, выпуск 7. Кишинёв: Штиинца, 1974.
- Очерки исторической географии Молдавии XIII—XV вв. Кишинёв: Штиинца, 1979.
- Раннефеодальная Молдавия. Кишинёв: Штиинца, 1985.
- … и с того времени началась Земля Молдавская. Кишинёв: Штиинца, 1990.
- Русские евреи. Справочник. Infinity Publishing (USA), 2014. — 1184 стр.

## Сборники под редакцией Л. Л. Полевого
- Далёкое прошлое Молдавии. Сборник статей. Кишинёв: Академия наук Молдавской ССР, Институт истории, 1969.
- Юго-Восточная Европа в средние века. Сборник статей. Кишинёв: Штиинца, 1972.
- Карпато-Дунайские земли в средние века. Сборник статей. Кишинёв: Штиинца, 1975.
- История народного хозяйства Молдавской ССР (с древнейших времен до 1812 г.). Кишинёв: Штиинца, 1976.
- Социально-экономическая и политическая история Юго-Восточной Европы (до сер. XIX в.). Сборник статей. Кишинёв: Штиинца, 1980.
- История Молдавской ССР. Том. I. С древнейших времен до начала 15 в. (зам. отв. редактора). Кишинёв: Штиинца, 1987.
- Социально-экономическая и политическая история Молдавии периода феодализма. Сборник статей. Кишинёв: Штиинца, 1988.
- Общее и особенное в развитии феодализма в России и Молдавии. Сборник статей. Москва, 1988.
- Молдавский феодализм: общее и особенное. Сборник статей. Кишинёв: Штиинца, 1991.